# De Sionsberg
De Sionsberg is een voormalig ziekenhuis in de Friese stad Dokkum. Sinds 2015 bevindt zich in het hetzelfde gebouw onder de naam Sionsberg een medisch specialistisch centrum waarin verschillende zorgaanbieders gevestigd zijn.

## Geschiedenis
De Sionsberg werd gesticht in 1956 en kon worden geopend met steun van de bewoners en de kerkelijke gemeenten in de omgeving van Dokkum. Daarna ontwikkelde het ziekenhuis zich langzamerhand. In 1960 werd een kinderafdeling geopend. In 1974 kwam het verpleeghuis erbij. Sinds 1997 werd het ziekenhuis een onderdeel van de christelijke organisatie Talma Sionsberg.
Het ziekenhuis was gevestigd aan de Birdaarderstraatweg. Het was met 52 bedden het kleinste ziekenhuis van Nederland. De Sionsberg was onderdeel van Pasana Cure BV. 
In 2007 werd het een onderdeel van de nieuw opgerichte Zorggroep Pasana, waar verder ook de verpleeghuizen De Waadwente (Dokkum) en Talma Hûs (Veenwouden) en de verzorgingshuizen De Skûle (Metslawier), Spiker (Ternaard), Dongeraheem (Dokkum), Talma Hoeve (Veenwouden) en De Stelp (Ameland) deel uitmaken.
Op 1 januari 2013 fuseerde Pasana met het ziekenhuis Nij Smellinghe in Drachten. De ziekenhuizen van Dokkum en Drachten gingen samen verder om de ziekenhuiszorg in Dokkum te kunnen behouden.
Op 1 februari 2014 werd het ziekenhuis na een verbouwing opnieuw geopend door burgemeester Waanders van Dongeradeel. Er is een nieuwe vleugel gebouwd voor de polikliniek.
Op 24 november 2014 werd een patiëntenstop ingesteld omdat de zorg niet meer kon worden gegarandeerd in het ziekenhuis, ook waren er financiële problemen en was reeds aangekondigd dat een derde van het personeel weg moet. Een dag later werd bekend dat het ziekenhuis werd gesloten.
Op 26 november 2014 had het bestuur van Pasana het faillissement aangevraagd van de gehele groep (ziekenhuis en verzorgingstehuizen). Daardoor kwam de status als ziekenhuis te vervallen. Voor de verzorgingstehuizen was een doorstart in de maak, het bestuur van Pasana zag geen kans het ziekenhuis te behouden voor Dokkum. Op 28 november werd Pasana failliet verklaard door de rechtbank in Leeuwarden. De curatoren besloten het ziekenhuis in ieder geval tot 24 december 2014 open te houden. Drie partijen meldden zich voor een overname van het gebouw en de inventaris.